# 芽月
芽月、或译萌月、萌芽月（法語：Germinal）是法国共和曆的第七个月。它一般（对于某些年份有一两天的差异）对应于格里高利历的3月21日至4月19日，同时它也大致涵盖了太阳穿越黄道十二宫白羊座的时期。芽月的前一個月是风月，下一個月是花月。

## 芽月每日的名称表
1. 报春花日
2. 法桐日
3. 芦笋日
4. 郁金香日
5. 母鸡日
6. 甜菜日
7. 桦树日
8. 黄水仙日
9. 桤木日
10. 孵化场（英语：hatchery）日
11. 长春花日
12. 鵝耳櫪日
13. 羊肚菌日
14. 山毛榉日
15. 蜜蜂日
16. 生菜日
17. 落叶松日
18. 毒芹日
19. 水萝卜日
20. 蜂箱日
21. 紫荆日
22. 油麦菜日
23. 栗树日
24. 芝麻菜日
25. 鸽子日
26. 百合花日
27. 秋牡丹日
28. 三色堇日
29. 越桔日
30. 嫁枝刀（法语：Greffoir）日